# Metus
Metus is een geslacht van korstmossen behorend tot de familie Cladoniaceae. De typesoort is Metus conglomeratus.

## Soorten
Volgens Index Fungorum bevat het geslacht drie soorten (peildatum april 2022):
| Soortnaam           | Auteur(s)                            | Publicatiejaar |
| ------------------- | ------------------------------------ | -------------- |
| Metus conglomeratus | (F. Wilson) D.J. Galloway & P. James | 1987           |
| Metus efflorescens  | D.J. Galloway & P. James             | 1987           |
| Metus pileatus      | (Mont.) D.J. Galloway & P. James     | 1987           |